# Гражданская война в Брунее
Гражда́нская война́ в Бруне́е — военный конфликт в Брунее, длившийся с 1660 по 1673 год.

## История
Во время правления тринадцатого султана Брунея Мухаммеда Али, произошел спор между его сыном — принцем (индон. Pengiran Muda) Бонгсу и принцем Аламом, являвшимся сыном султана Абдул Хаккул Мубина. Ссора возникла из-за результата петушиного боя, который проиграла птица Бонгсу и принц был осмеян Аламом. В гневе Бонгсу убил Алама и скрылся с места происшествия.
Из мести за своего сына Абдул Хаккул Мубин в 1660 году убил Мухаммеда Али через гарроту, став четырнадцатым султаном Брунея. Чтобы успокоить своих оппонентов, сторонников предыдущего правителя, он назначил племянника Мухаммеда Али — Мухюиддина, новым главным министром (индон. Bendahara).
Через некоторое время сторонники Мухаммеда Али решили склонить Мухюиддина к борьбе против Абдулы Хаккул Мубина. Сначала Мухюиддин отказался от их предложения, но впоследствии решился на него. В результате Абдул Хаккул Мубин отрекся от престола, и Мухюиддин провозгласил себя новым правителем страны. Однако после этого между сторонниками отрекшегося султана и нового правителя Брунея началась война, переросшая в гражданскую.
Во время войны Абдул Хаккул Мубин бежал в город Кинарут, Малайзия, где оставался следующие десять лет, отражая неоднократные атаки султана Мухюиддина. Вернулся в Бруней после решительной атаки своих войск, которой не выдержали силы Мухюиддина. Видя, что война затягивается, Мухюиддин попросил помощь у султаната Сулу, за что обещал им земли Сабаха. В конце концов султан Мухюиддин одержал победу, Абдул Хаккул Мубин был убит, война окончилась. Султанат Сулу получил часть обещанных ему земель — северную оконечность Калимантана.